# Kenny Monday
Kenneth Dale „Kenny” Monday (ur. 25 listopada 1961 w Tulsie) – amerykański zapaśnik. Brał udział w trzech Igrzyskach Olimpijskich – (Seul 88, Barcelona 92, Atlanta 96), na dwóch zdobywał medale. Złoty medalista mistrzostw świata w 1989, srebrny w 1991. Zwycięzca Igrzysk i Mistrzostw Panamerykańskich w 1991 roku. Drugie miejsce w Pucharze Świata w 1988 i 1989 roku.
W młodości reprezentant Uniwersytetu Oklahoma. Członek National Wrestling Hall of Fame.
Po zakończeniu kariery amatorskiej, zawodnik MMA. W 1997 roku odnotował zawodowe zwycięstwo w MMA wygrywając z Johnem Lewisem przez techniczny nokaut. W kwietniu 2013 roku został trenerem zespołu MMA – Blackzilians.